# Clamensane
Clamensane é uma comuna francesa na região administrativa da Provença-Alpes-Costa Azul, no departamento dos Alpes da Alta Provença. Estende-se por uma área de 23,73 km². Em 2010 a comuna tinha 177 habitantes (densidade: 7,5 hab./km²).